# 최명호
최명호(崔敏鎬, 1988년 7월 3일~)는 조선민주주의인민공화국의 축구 선수로 포지션은 미드필더이며 '조선민주주의인민공화국의 호날두'로 불렸으며 2005년 아시아 올해의 청소년 선수상에도 이름을 올렸다.

## 구단 경력
2003년 조선민주주의인민공화국 1부 리그의 경공업성체육단에 입단한 최명호는 2006년까지 팀의 주축 미드필더로 80경기 23골의 활약을 펼쳤고 이후 2006년 러시아 프리미어리그의 크릴리야 소베토프 사마라로 이적하여 2008년까지 35경기 11골을 기록하며 2007년 러시아컵 8강, 2008년 러시아 프리미어리그 6위의 성적을 거두는데 일조했으며 2009년 평양시체육단으로 복귀하여 2016년까지 127경기 22골의 성적을 남기며 북한 1부 리그 2009 시즌 우승, 2010년 포천보체육대회 준우승, 2015년 포천보체육대회 우승 등에 일조했다.
그 뒤 2016년 C-리그의 캄보디아 국방부팀에 입단하며 8년만에 해외리그에 진출하여 2017년까지 40경기 44골이라는 폭발적인 득점력을 과시하며 2016년 C-리그 준우승, 2016년 훈센컵 우승, 2017년 C-리그 준우승, 2017년 CNCC 채리티컵 준우승, 2017년 아시아 클럽 프리 시즌 챔피언십 우승 등에 공헌했으며 2018년 비사카 FC로 이적하여 12경기 9골을 기록했다.

## 국가대표팀 경력
조선민주주의인민공화국 U-17 대표팀의 일원으로 2005년 FIFA U-17 월드컵에서 4경기 3골을 기록하며 팀의 8강 진출에 기여했고 이후 2006년 AFC U-17 챔피언십에도 참가하여 팀의 준우승에 일조했다.
그 뒤 조선민주주의인민공화국 성인대표팀에 차출된 이후 2008년 AFC 챌린지컵에 출전하여 팀의 이 대회 4강 진출에 일조했고 2009년 동아시아 경기 대회에도 참가하여 이 대회에서 2골을 기록하며 팀의 4강 진출에 이바지했으나 3·4위 결정전에서 내셔널리그 선발팀으로 구성된 대한민국 B팀에 승부차기 끝에 2-4로 패하면서 메달 획득에는 실패했다.
그리고 2010년 AFC 챌린지컵에도 출전하여 키르기스스탄과의 B조 조별리그 2차전에서 국제 A매치 데뷔골을 터뜨렸고 이어 미얀마와의 4강전에서도 득점을 기록하며 팀의 사상 첫 AFC 챌린지컵 우승에 큰 기여를 했다.